# Arthur Rohn

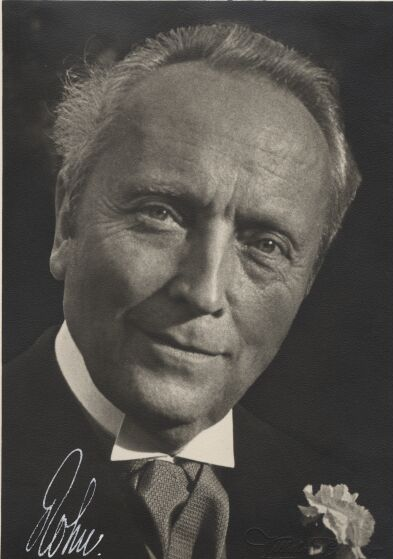
Arthur Rohn

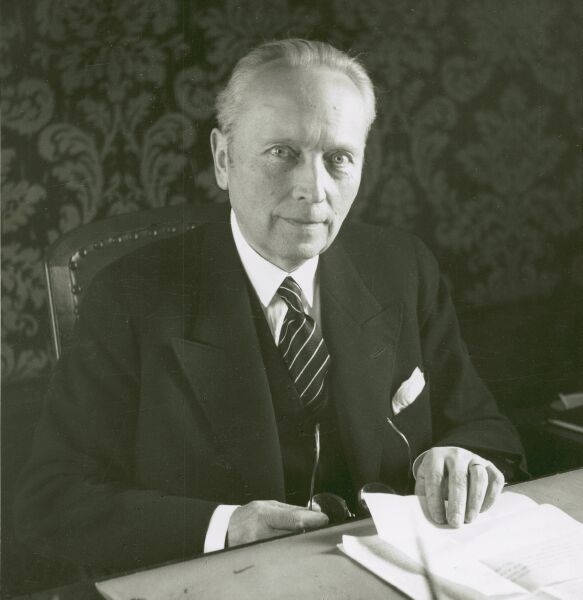
Arthur Rohn

Arthur Rohn (* 1. April 1878 in Genf; † 3. Oktober 1956 in Zürich) war ein Schweizer Bauingenieur.

## Leben
Arthur Rohn  ging in Genf auf das Gymnasium und studierte nach der Maturität im Jahr 1895 am Eidgenössischen Polytechnikum Bauingenieurwesen. 1899 erlangte er das Diplom, anschliessend arbeitete er im Brückenbaubüro der Jura-Simplon-Bahn in Lausanne. Im November 1900 wechselte in die Brückenbauabteilung der Gutehoffnungshütte in Sterkrade, deren technisches Büro er zum Schluss leitete.
1908 wurde Rohn zum Professor für Ingenieurwissenschaften am Eidgenössischen Polytechnikum ernannt und trat die Nachfolge von Emil Mörsch in den Lehrgebieten Baustatik und Brückenbau an. 1923 wurde er Rektor der unterdessen in Eidgenössische Technische Hochschule umbenannten Institution. Von 1926 bis 1948 war er Präsident des Schweizerischen Schulrates (heute: Rat der Eidgenössischen Technischen Hochschulen). Daneben war er von 1929 bis 1938 Vorsitzender der neu gegründeten Internationalen Vereinigung für Brückenbau und Hochbau (IVBH). Er war ausserdem Ehrenbürger der TH Karlsruhe.

## Schriften
- Reise-Eindrücke aus Nord-Amerika. Mit einem Nachtrag über den Montage-Unfall vom 11. Sept. 1916 beim Bau der Quebec-Brücke. Rascher, Zürich 1916.